# 市河三喜
市河三喜（日文：市河三喜，假名：いちかわ さんき，1886年2月18日—1970年3月17日），日本著名英语学者。江戶時代書法家市河米庵後裔。出生於東京。1903年（明治36年）東京日比谷高校初中部毕业。第一高等学校（旧制）、東京帝國大学毕业。妻子是穂積陳重的三女。

## 生平
1912年，赴英國留学。1916年，擔任東京帝國大学助教授。1920年，擔任東京帝國大学教授。1937年，財団法人語学教育研究所理事長。1939年，擔任財団法人語学教育研究所所長，帝国学士院会員。1946年，退休東京帝國大学，擔任名譽教授。1957年，擔任財団法人語学教育研究所理事長。1959年，獲選為「文化功勞者」。

## 著作
- 《英文法研究》 研究社 1912
- 《万国音標文字》 編 光風館書店 1920
- 《英語発音辞典》 編 研究社 1923
- 《古代中世英語初歩》 研究社 1935
- 《英語学 研究与文献》 三省堂 1936
- 《英文圣经研究》 研究社 1937
- 《昆虫・言葉・国民性》 研究社 1939
- 《研究社英語学辞典》 研究社 1940
- 《英語史概説 研究社英美文学語学講座》 研究社 1941
- 《英語雑考》 愛育社 1947
- 《小山林堂随筆》 研究社 1949
- 《研究社新英和小辞典》（編）研究社辞書部 1949
- 《言葉・言葉・言葉》 中央公論社 1949

## 翻译
- 《市河博士還暦祝賀論文集》 第1-6輯 市河博士還暦記念会 研究社出版 1946-54

## 合著
- 《大和辞典》 畔柳都太郎・飯島広三郎共著 冨山房 1931
- 《英世界言語概説》 上下巻 高津春繁共編 研究社辞書部 1952-55
- 《古英語・中英語初歩》 松浪有共著 研究社出版 1986